# Paul Thureau-Dangin
Paul Marie Pierre Thureau-Dangin, född den 14 december 1837 i Paris, död den 24 februari 1913 i Cannes, var en fransk historiker, far till François Thureau-Dangin.
Thureau-Dangin avlade juridisk examen, inskrev sig i advokatståndet och blev under kejsardömet 1863 auskultant (auditeur) vid Conseil d’état, men ägnade sig sedan 1868 åt redaktionen av "Le Français". Han invaldes 1893 (efter Camille Rousset) i Franska akademien och blev 1908 (efter Gaston Boissier) dess ständige sekreterare. 
Thureau-Dangin skrev bland annat Histoire de la monarchie de Juillet (7 band, 1886-92), två gånger av Franska akademien belönt med Gobertska priset, och Histoire de la renaissance catholique en Angleterre au XIX:e siécle (3 avdelningar, 1899-1906). Thureau-Dangin var orleanist samt varm, men frisinnad romersk katolik.